# 요시카와촌 (후쿠이현)
요시카와촌(吉川村)은 후쿠이현 뉴군에 있던 촌이다. 현재 사바에시 서부 중앙, 히노강 좌안에 해당한다.

## 역사
- 1889년 4월 1일 - 정촌제 시행에 의해 11개 촌의 구역을 가지고 성립하였다.
- 1955년 1월 15일 - 사바에정, 신메이정, 나카가와촌, 가타카미촌, 뉴군 다치마치촌, 유타카촌과 합병해 사바에시가 성립하여, 동일 요시카와촌은 페지되었다.

## 교통

### 철도
- 후쿠이 철도
  - 세이호선

## 참고문헌
- 角川日本地名大辞典 18 福井県